# Martina Beck
Pour les articles homonymes, voir Beck.
Martina Beck, née Glagow le 21 septembre 1979 à Garmisch-Partenkirchen, est une biathlète allemande. Elle est la première allemande à avoir gagné le classement général de la Coupe du monde en 2003, année où elle a remporté son premier titre mondial lors de la poursuite. Dans sa carrière, la biathlète est montée sur quatre podiums olympiques dont trois fois sur la deuxième marche en 2006 (individuel, poursuite et relais). Elle met fin à sa carrière après la saison 2009/2010.

## Biographie

### Carrière sportive
Martina Glagow se distingue chez les juniors en remportant trois titres de championne du monde en 1999. Elle intègre l'équipe allemande de Coupe du monde dès la saison suivante 1999-2000, où elle sort victorieuse à Antholz et Östersund. Aux Championnats du monde 2001 à Pokljuka, en Slovénie, elle confirme sa présence au plus haut niveau en terminant à la deuxième place du départ groupé, synonyme de médaille d'argent. En 2002, elle est sélectionnée pour ses premiers Jeux olympiques, prenant la septième place de la seule course qu'elle dispute, l'individuel. Aux Championnats du monde 2003 à Khanty-Mansiïsk, en Russie, elle devient championne du monde de poursuite, titre qu'elle partage à égalité avec la Française Sandrine Bailly, la photo-finish n'ayant, fait rarissime, pas permis de placer l'une devant l'autre. Il s'agit de son seul titre individuel de championne du monde au niveau sénior. À l'issue de la saison 2002/2003, où elle s'impose notamment sur l'étape prestigieuse d'Holmenkollen, elle est la première Allemande à remporter la Coupe du monde, gagnant également le classement de la poursuite. 
Aux Championnats du monde 2004 à Oberhof, elle est la biathlète allemande la plus titrée avec une médaille d'argent et deux de bronze. Depuis le début de sa carrière sportive, son père Martin a préparé ses skis en tant que technicien de ski sur toutes les courses et a travaillé pendant de nombreuses années en tant qu'entraîneur. Martina Glagow déclare forfait pour les Championnats du monde 2005 à Hochfilzen pour cause de maladie.
Aux Jeux olympiques d’hiver de 2006 de Turin, sur le site de Cesana San Sicario, Martina Glagow remporte trois médailles d’argent : sur l'individuel, la poursuite et le relais. La saison 2005-2006 fait partie de ses meilleures, puisqu'elle finit troisième du classement général de la Coupe du monde avec comme moments forts la victoire sur le sprint d'Holmenkollen et les mass-starts d'Oberhof et d'Antholz qui lui permettent de gagner le petit globe de la spécialité.
Elle remporte trois nouvelles médailles aux Championnats du monde 2007 à Antholz, avec l’or du relais, l’argent du départ groupé et le bronze de l'individuel. Aux Championnats du monde 2008, elle confirme qu'elle fait toujours partie des meilleures tireuses, obtenant sa sixième médaille mondiale individuelle, avec l'argent sur le quinze kilomètres individuel. Sur l'épreuve du relais, elle défend avec succès le titre obtenu l'année précédente avec la même équipe allemande.
La saison 2007/2008 commence par deux victoires et une troisième place pour Martina Glagow lors des trois premières courses à Kontiolahti. S'ensuivent deux autres podiums à Pokljuka et à Östersund, ainsi que huit places dans le top dix. Elle remporte le classement de l'individuel de la saison, son troisième petit globe de cristal. En 2008-2009, Martina Beck porte son compteur de victoires à quinze en gagnant les poursuites d'Östersund et d'Hochfilzen.
En 2010 aux Jeux olympiques d'hiver à Vancouver elle ne devait initialement disputer que l'individuel (qu'elle termine à la 29e place), étant désignée remplaçante pour les autres épreuves. Mais Magdalena Neuner, déjà sacrée double championne olympique et médaillée d'argent à titre individuel quelques jours plus tôt, décide de lui laisser sa place pour la dernière épreuve olympique au sein du relais allemand. En compagnie de Kati Wilhelm, Simone Hauswald et Andrea Henkel, Martina Beck obtient ainsi sa quatrième médaille olympique, une médaille de bronze chargée d'émotion, l'ultime récompense de sa carrière. En fin de saison de Coupe du monde 2009/2010, Martina Beck met en effet un terme à sa carrière de biathlète professionnelle.

### Vie privée
En 2008, elle se marie avec le biathlète autrichien Günther Beck et adopte ce nouveau nom.

## Palmarès

### Jeux olympiques
| Épreuve / Édition                              | Individuel                         | Sprint | Poursuite                          | Départ en masse                  | Relais                              |
| Jeux olympiques d'hiver de 2002 Salt Lake City | 7e                                 | —      | —                                  | Épreuve inexistante à cette date | —                                   |
| Jeux olympiques d'hiver de 2006 Turin          | Médaille d'argent, Jeux olympiques | 17e    | Médaille d'argent, Jeux olympiques | 4e                               | Médaille d'argent, Jeux olympiques  |
| Jeux olympiques d'hiver de 2010 Vancouver      | 29e                                | —      | —                                  | —                                | Médaille de bronze, Jeux olympiques |

Légende :
- : épreuve non olympique.

### Championnats du monde
| Mondiaux \ Épreuve   | Individuel               | Sprint                    | Poursuite                | Départ en masse          | Relais                    | Relais mixte                     |
| 2000 Oslo Lahti      | —                        | 34e                       | 24e                      | 17e                      | —                         | Épreuve inexistante à cette date |
| 2001 Pokljuka        | 12e                      | —                         | —                        | Médaille d'argent, monde | —                         | Épreuve inexistante à cette date |
| 2002 Oslo            | JO Salt Lake City        | JO Salt Lake City         | JO Salt Lake City        | 12e                      | JO Salt Lake City         | Épreuve inexistante à cette date |
| 2003 Khanty-Mansiïsk | 6e                       | 10e                       | Médaille d'or, monde     | 12e                      | Médaille de bronze, monde | Épreuve inexistante à cette date |
| 2004 Oberhof         | 6e                       | Médaille de bronze, monde | Médaille d'argent, monde | 26e                      | Médaille de bronze, monde | Épreuve inexistante à cette date |
| 2006 Pokljuka        | Jeux olympiques de Turin | Jeux olympiques de Turin  | Jeux olympiques de Turin | Jeux olympiques de Turin | Jeux olympiques de Turin  | 10e                              |
| 2007 Antholz         | Médaille d'argent, monde | 36e                       | 11e                      | Médaille d'argent, monde | Médaille d'or, monde      | —                                |
| 2008 Östersund       | Médaille d'argent, monde | 14e                       | 16e                      | 6e                       | Médaille d'or, monde      | —                                |
| 2009 Pyeongchang     | 28e                      | 12e                       | 6e                       | 11e                      | Médaille d'argent, monde  | Médaille de bronze, monde        |

Légende :

 : première place, médaille d'or

 : deuxième place, médaille d'argent

 : troisième place, médaille de bronze

 : épreuve inexistante

— : N'a pas participé à cette épreuve

### Coupe du monde
- 1 gros globe de cristal : 
  - Vainqueur du classement général en 2003.
- 3 petits globes de cristal :
  - Vainqueur de la poursuite (2003), du départ en masse (2006) et de l'individuel (2008).
- 70 podiums[2] :
- 42 podiums individuels : 15 victoires, 11 deuxièmes places et 16 troisièmes places.
- 28 podiums en relais : 9 victoires, 14 deuxièmes places et 5 troisièmes places.

#### Détail des victoires
| Saison / Épreuve | Individuel        | Sprint            | Poursuite                                       | Départ en masse | Total |
| 1999-2000        | -                 | Antholz           | Östersund                                       | -               | 2     |
| 2002-2003        | -                 | -                 | Khanty-Mansiïsk (Ch.du monde) Oslo Holmenkollen | -               | 2     |
| 2003-2004        | Osrblie           | -                 | -                                               | -               | 1     |
| 2004-2005        | Oslo-Holmenkollen | -                 | -                                               | -               | 1     |
| 2005-2006        | -                 | Oslo Holmenkollen | -                                               | Oberhof Antholz | 3     |
| 2006-2007        | -                 | Lahti             | Lahti                                           |                 | 2     |
| 2007-2008        | Kontiolahti       | Kontiolahti       | -                                               | -               | 2     |
| 2008-2009        | -                 |                   | Östersund Hochfilzen                            | -               | 2     |
| Total            | 3                 | 4                 | 6                                               | 2               | 15    |

#### Classements en Coupe du monde
| Saison    | Classement général final | Individuel | Sprint | Poursuite | Mass start |
| 1999-2000 | 13e                      | 38e        | 12e    | 10e       | 29e        |
| 2000-2001 | 9e                       | 5e         | 18e    | 16e       | 3e         |
| 2001-2002 | 12e                      | 9e         | 12e    | 14e       | 10e        |
| 2002-2003 | 1re                      | 8e         | 2e     | 1re       | 7e         |
| 2003-2004 | 6e                       | 3e         | 4e     | 6e        | 22e        |
| 2004-2005 | 11e                      | 2e         | 16e    | 10e       | 16e        |
| 2005-2006 | 3e                       | 4e         | 5e     | 4e        | 1re        |
| 2006-2007 | 7e                       | 3e         | 10e    | 6e        | 20e        |
| 2007-2008 | 5e                       | 1re        | 8e     | 6e        | 10e        |
| 2008-2009 | 8e                       | 16e        | 14e    | 3e        | 16e        |
| 2009-2010 | 18e                      | 16e        | 24e    | 24e       | 10e        |

### Championnats du monde junior
- Médaille d'or du sprint, de la poursuite et du relais en 1999.
- Médaille d'argent du sprint et du relais en 1997.
- Médaille de bronze du sprint en 1998.